# Confine tra Lettonia e Lituania
Il confine tra la Lettonia e la Lituania descrive la linea di demarcazione tra questi due stati. Ha una lunghezza di 453 km.

## Caratteristiche
Il confine interessa il sud della Lettonia ed il nord della Lituania. Ha un andamento generale da ovest verso est.
Inizia dal mar Baltico e termina alla triplice frontiera tra Bielorussia, Lettonia e Lituania.

## Storia
Mentre storicamente non si hanno notizie molto precise sui limiti territoriali a sud e ad est dei precedenti stati costituitisi in Lituania (Ducato di Lituania e Granducato), il discorso cambia relativamente al confine settentrionale (e meridionale della Lettonia). Si tratta infatti della più antica linea di demarcazione ancora vigente dell'intera Europa: il tracciato non è mai cambiato dalla Battaglia di Šiauliai del 1236, nonostante le successive schermaglie che coinvolsero le popolazioni locali prima contro i cavalieri portaspada e poi contro l'Ordine di Livonia.

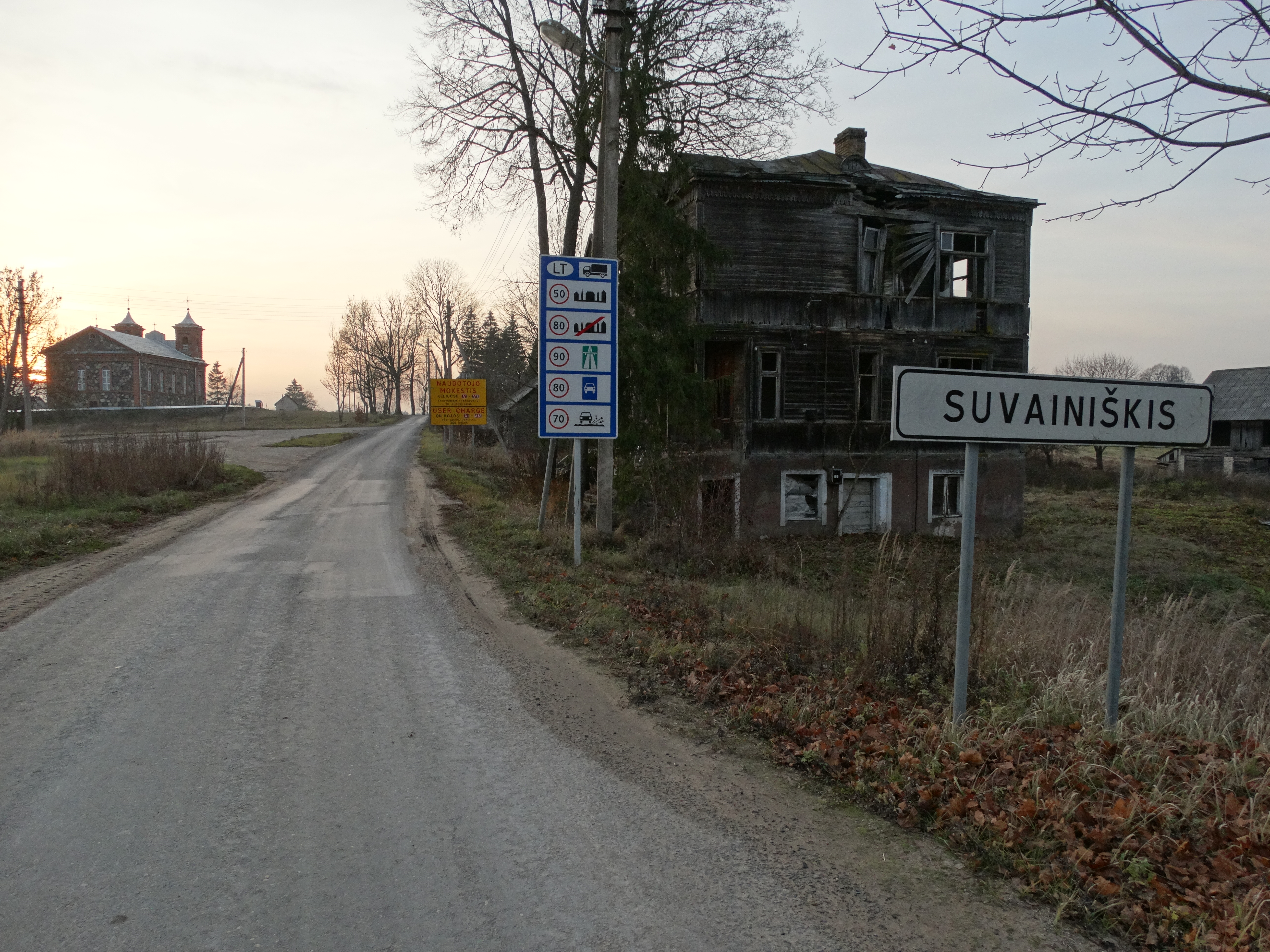
Cartello stradale all'ingresso di Suvainiškis visto dalla Lettonia. Sul lato destro, l'ex edificio doganale operante nel XX secolo ed ora dismesso

Trattandosi di due Stati che aderiscono all'UE, non esistono ad oggi frontiere fisiche operanti sul confine, ma semplici controlli casuali effettuati dalle forze di polizia.

## Regioni interessate

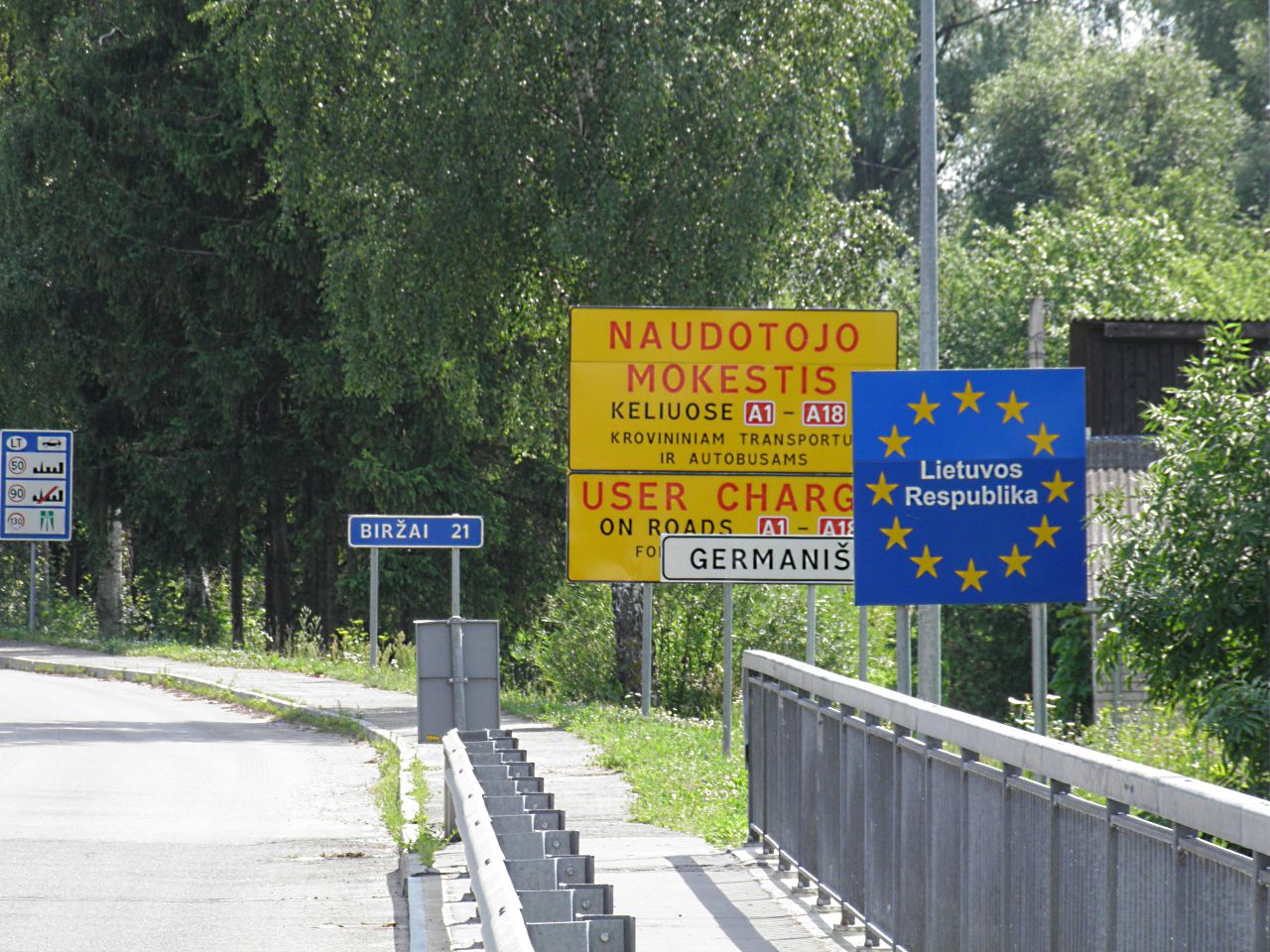
Ingresso in Lituania presso Germaniškis e informazioni relative alle intersezioni con la A1 e la A18

I distretti della Lettonia e le contee della Lituania interessate sono diverse:
 Lettonia (da est a ovest):
- Distretto di Daugavpils
- Distretto di Jēkabpils
- Distretto di Aizkraukle
- Distretto di Bauska
- Distretto di Jelgava
- Distretto di Dobele
- Distretto di Saldus
- Distretto di Liepāja

 Lituania (da est a ovest):
- Contea di Utena
  -  Distretto di Zarasai
- Contea di Panevėžys
  -  Distretto di Rokiškis
  -  Distretto di Biržai
  -  Distretto di Pasvalys
- Contea di Šiauliai
  - Distretto di Pakruojis
  - Distretto di Joniškis
  - Distretto di Akmenė
- Contea di Telšiai
  -  Distretto di Mažeikiai
- Contea di Klaipėda
  -  Distretto di Skuodas
  -  Distretto di Kretinga
  -  Comune di Palanga